# 英力士
英力士（Ineos）是一家英国跨国化学品公司，总部和注册地在伦敦。截至2021年，它是世界上第四大化学公司。
英力士被组织成大约20个独立的业务单位，每个单位都有自己的董事会，几乎完全独立运作。

## 歷史

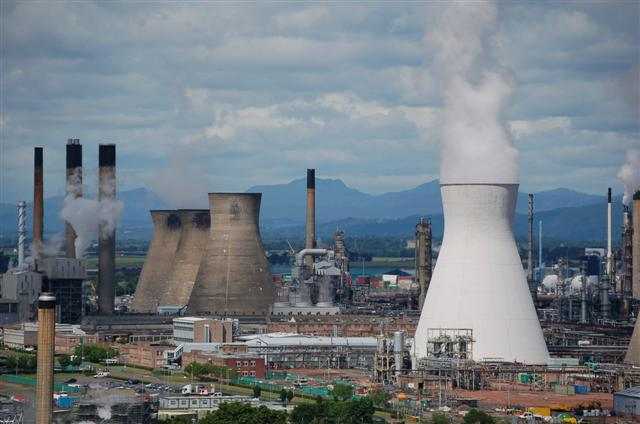
英力士蘇格蘭工廠

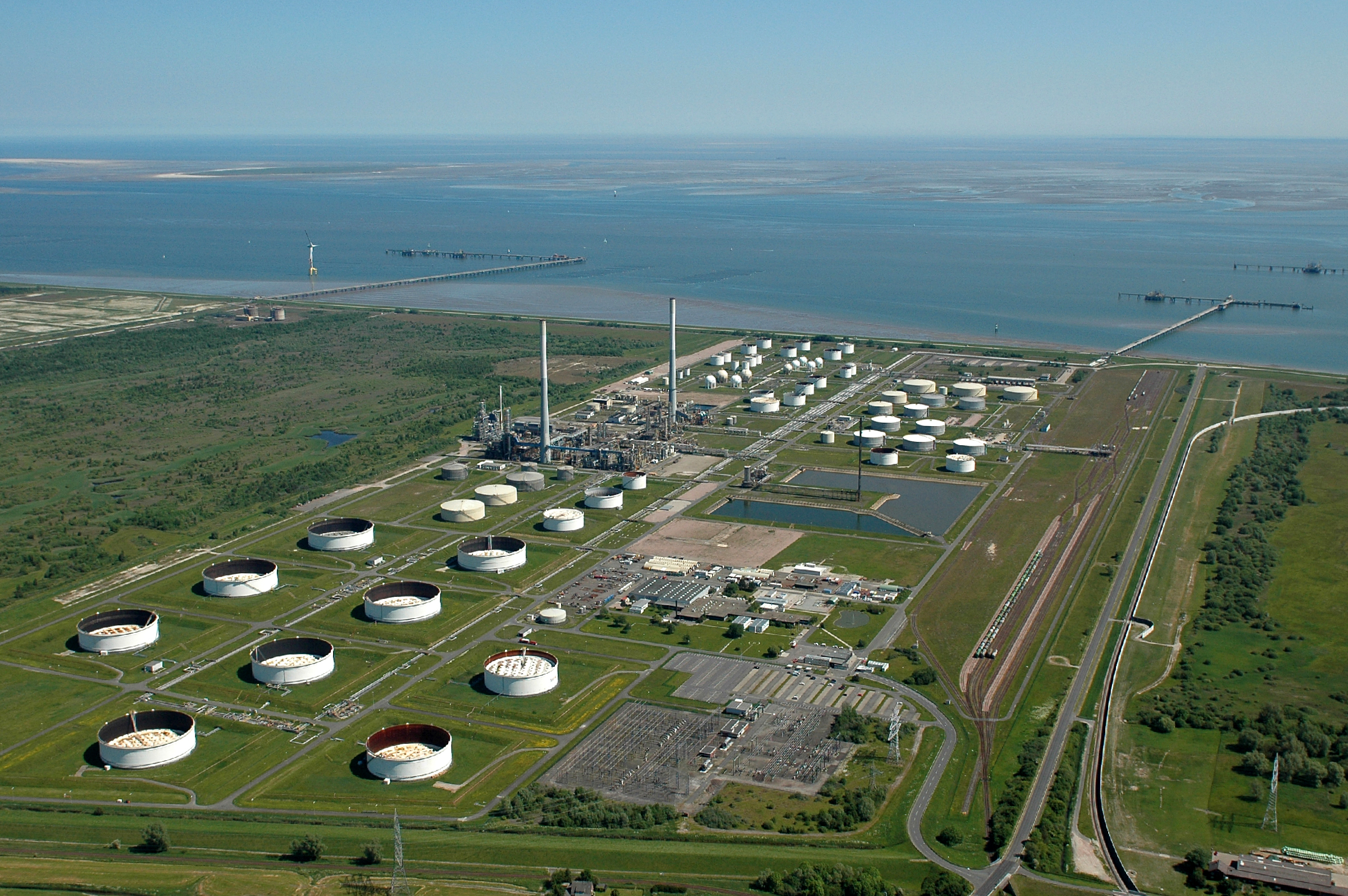
德國工廠

它由安宏资本的主管吉姆·拉特克利夫創立於1992年，當時叫做Inspec。1995年，它以8500萬英鎊的價格收購了BP的环氧乙烷（ethylene oxide）及乙二醇（glycol）業務，改名“Inspec Ethylene Oxide Specialities”。1998年改現名，此名是“Inspec Ethylene Oxide Specialities”的縮寫。“Ineo”來自拉丁語，意思是“新的開始”，“Eos”即希臘神話中的黎明女神，“neos”在希臘語中意思是“新的”。此後英力士從ICI和BP等集团手中收購业务。

## 英力士汽車

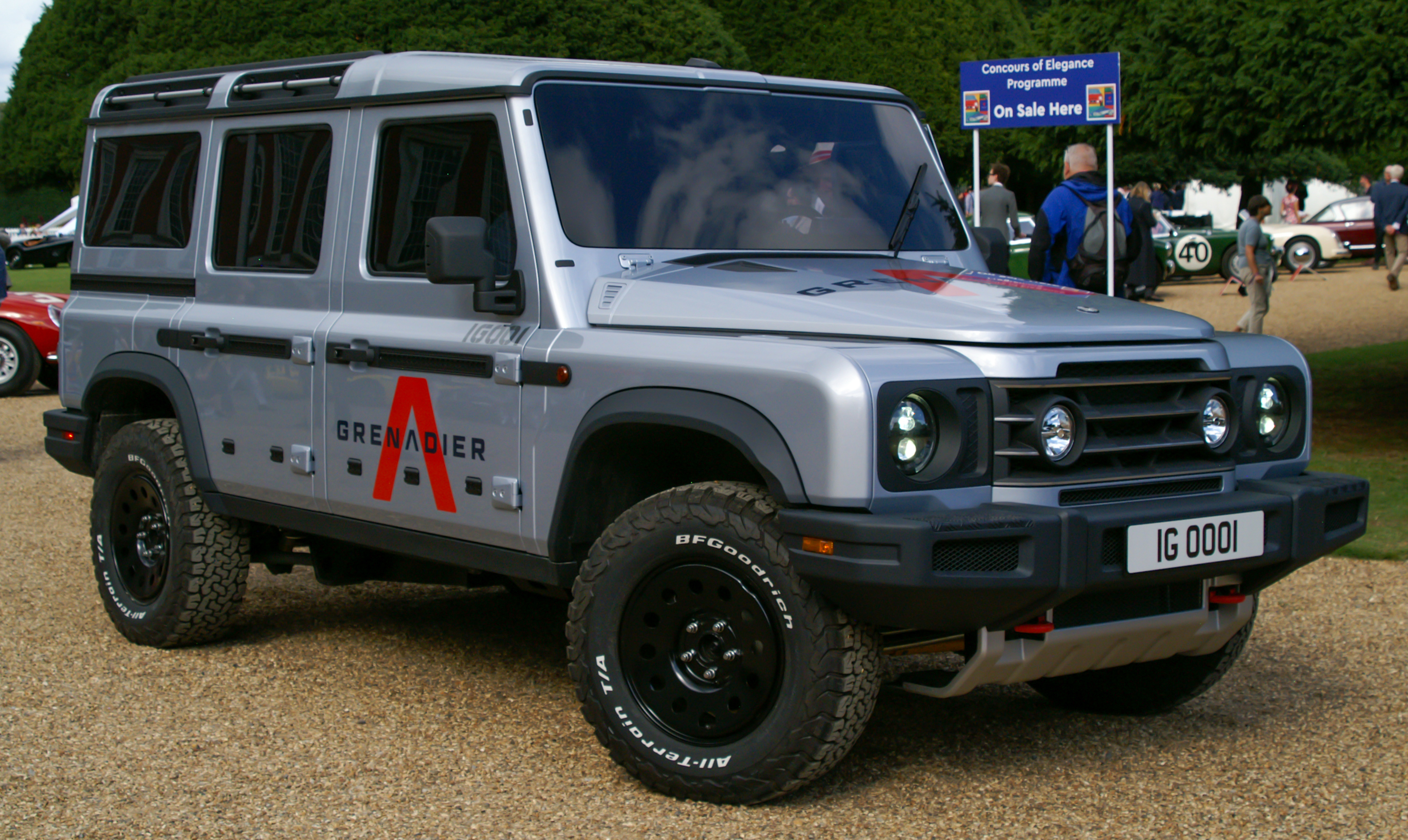
英力士擲彈兵汽車

2017年吉米·拉特克利夫成立了英力士汽車公司（Ineos Automotive Ltd.），用來開發越野車，挑戰荒原路華衛士的地位。2019年9月，他宣佈該公司開發的汽車名为Ineos Grenadier（英力士掷弹兵），並即將開始在比利時和南威爾士的工廠組裝，其動力系統由BMW提供。2022年投产。

## 外部連接
- 官方网站